# 国殇
《國殤》選自《楚辭·九歌》之中，相傳是楚國屈原所作，追悼為國犧牲的將士，內容描寫戰爭場面的慘烈，戰士的勇敢殺敵及悲壯成仁。
王逸《章句》註稱「國殤」“謂死於國事者”，但究竟是祭拜楚軍或敵軍（吳、秦軍）的戰亡士兵，則一直為專家所質疑。“吳戈”是指吳國出產的兵器或指長戈至今仍有異議。中華民國教育部重編國語辭典修訂本將「國殤」一詞釋義為「為國犧牲生命的人」。